# Bahnhof Waßmannsdorf

Der Bahnhof Waßmannsdorf ist ein Haltepunkt der S-Bahn Berlin in Waßmannsdorf in der Gemeinde Schönefeld an der Bahnstrecke Grünauer Kreuz–Berlin Flughafen BER. Er wurde im Oktober 2011 fertiggestellt und wurde am 26. Oktober 2020, fünf Tage vor der Inbetriebnahme des Flughafens Berlin Brandenburg am 31. Oktober 2020, eröffnet. Bereits von 1951 bis 1982 existierte im Ort ein Bahnhof. Dieser lag nicht an derselben Stelle und war ausschließlich Betriebsbahnhof am Berliner Außenring.

## Lage
Der Haltepunkt Waßmannsdorf liegt etwa 800 m südwestlich des Ortskerns von Waßmannsdorf. Der neue Flughafen Berlin Brandenburg ist etwa eineinhalb Kilometer entfernt. Die Betriebsstelle liegt zwischen Ort und der Bundesstraße 96a. Sie gehört zum Tarifbereich Berlin C des Verkehrsverbundes Berlin-Brandenburg.

## Alter Bahnhof
Am 10. Juli 1951 wurde bereits ein Bahnhof namens Waßmannsdorf am Berliner Außenring eröffnet. Er befand sich ungefähr vier Kilometer westlich des Flughafens Schönefeld und lag auf einem Bahndamm westlich der Dorfstraße. Er diente nur betrieblichen Zwecken und war für den Personenverkehr nicht geöffnet. Die Pläne aus dem Jahr 1951 sahen zunächst vier Bahnsteig- und drei Güterverkehrsgleise vor. 1958 wurden zu den beiden durchgehenden Hauptgleisen ein 840 m langes, nördlich gelegenes Überholgleis ergänzt. Im Zuge des drei- bzw. viergleisigen Ausbaus des Berliner Außenrings folgte am 7. Mai 1982 die Auflassung der Betriebsstelle.

## Neuer Bahnhof

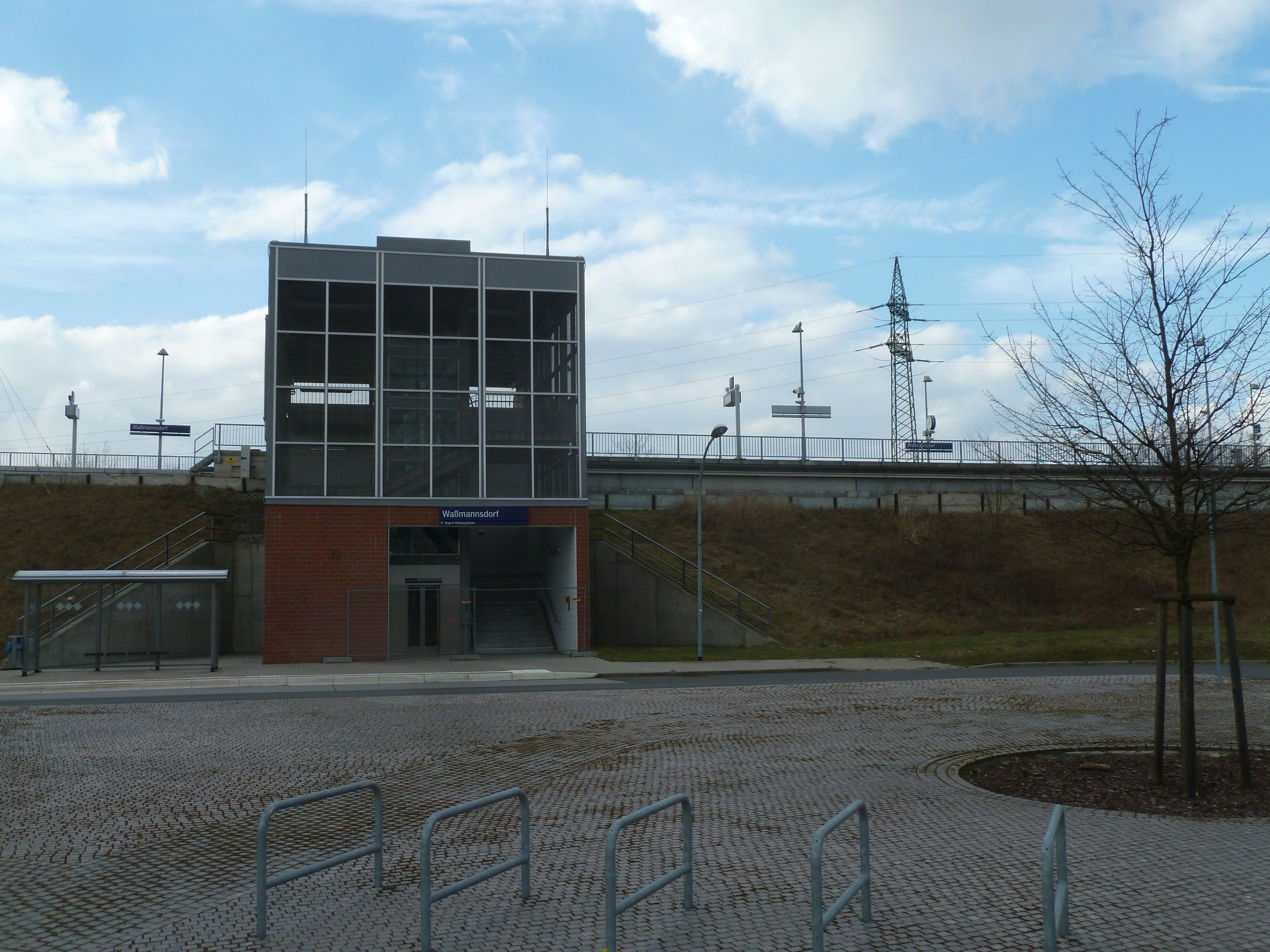
Östlicher Zugang

Am 30. Oktober 2011 wurde der neue Haltepunkt fertiggestellt. Offiziell existiert die Betriebsstelle schon seit dem 17. Juni 2011. Sie befindet sich an der Strecke vom Grünauer Kreuz zum Flughafen Berlin Brandenburg. Die Kosten dafür beliefen sich auf etwa sieben Millionen Euro (Stand: Januar 2014), die die Gemeinde Schönefeld selbst finanzierte. Nachdem sich die Eröffnung des Flughafens BER mehrere Jahre hinauszögerte, wurde auch die Eröffnung des Bahnhofs bis dahin verschoben.
Die Gemeinde Schönefeld forderte die Eröffnung des betriebsbereiten Bahnhofs bereits vor der des Flughafens, was die S-Bahn-Gesellschaft nach Prüfung verschiedener Möglichkeiten aber nicht umsetzte. Zeitweise fuhren Züge jedoch durch, um den Flughafenbahnhofstunnel zu belüften.

## Anlagen
Die Station liegt in Dammlage südlich der Ortslage Waßmannsdorf auf freiem Feld. Eine direkte Wegeverbindung in den Ort gibt es nicht, da dazwischen die Gleise des Berliner Außenrings liegen. Die einzige Straßenanbindung ist aus östlicher Richtung möglich. Der Bahnhof besitzt zwei Außenbahnsteige, die jeweils über ein Zugangsbauwerk mit Treppen und Aufzügen vom umliegenden Gelände erreichbar sind.
Der Streckenabschnitt zwischen Waßmannsdorf und dem Flughafenbahnhof wird über das elektronische Stellwerk Selchow gesteuert, die Zugabfertigung erfolgt dabei über eine Fernbeobachtungsanlage vom Bahnhof Flughafen Schönefeld aus. Bei einem Ausfall der Kamera ist kein Halt in Waßmannsdorf in Richtung Flughafen BER möglich, da aufgrund der engen Kurve keine Selbstabfertigung durch den Triebfahrzeugführer möglich ist. Sollte keine örtliche Aufsicht vorhanden sein, entfällt der Halt. In Richtung Schönefeld kann der Triebfahrzeugführer seinen Zug selbst abfertigen, da dort der Bahnsteig an der Innenseite des Gleisbogens liegt.
Am Vorplatz sind Park & Ride-Einrichtungen und eine Bushaltestelle vorhanden.

## ILA
Nachdem die Internationale Luft- und Raumfahrtausstellung Berlin 2012 ihren Standort auf die Südwestseite des noch nicht eröffneten Flughafens Berlin Brandenburg verlegen musste, war zunächst vorgesehen, dass der Besucherverkehr an den Publikumstagen zu einem großen Teil über den S-Bahnhof Waßmannsdorf abgewickelt werden sollte, der in der Nähe des neuen Ausstellungsgeländes liegt. Die Bundespolizei verbot die Nutzung jedoch kurz vor Beginn der Ausstellung, da der Bahnhof für den zu erwartenden Besucheranstrom zu klein dimensioniert sei. Insbesondere wurde kritisiert, dass die Bahnsteige zu schmal seien und je Bahnsteig nur je ein Aufzug und eine Treppe vorhanden sei. Bei der Planung des Bahnhofes war ein möglicher Besucherverkehr für die ILA nicht berücksichtigt worden. Der Bahnhof wurde ausschließlich von der Gemeinde Schönefeld finanziert und nur auf deren Bedürfnisse, d. h. den Ort selbst, ein künftiges Gewerbegebiet und Beschäftigte des Flughafens, ausgerichtet. Die Messe Berlin hatte den Bundesverband der Deutschen Luft- und Raumfahrtindustrie u. a. mit der günstigen Verkehrsanbindung via S-Bahn von der Weiterführung der ILA in Schönefeld überzeugt, sich aber nicht in die Planung des Bahnhofs eingeschaltet. Ein provisorischer Ausbau des Bahnhofs hätte 400.000 € gekostet, die niemand aufbringen wollte. Zudem wäre die Betriebsführung kompliziert geworden: Da in Waßmannsdorf keine Weichen vorhanden sind, hätten die Züge von Waßmannsdorf zunächst leer zum Flughafen BER und von dort zurück fahren müssen. Der öffentliche Nahverkehr für die ILA 2012 und auch 2014 war daher nur mit Zubringerbussen und Taxis möglich.

## Anbindung
| Linie | Verlauf | Takt in der HVZ |
| ----- | --- | --------------- |
|       | Südkreuz – Tempelhof – Hermannstraße – Neukölln – Köllnische Heide – Baumschulenweg – Schöneweide – Johannisthal – Adlershof – Altglienicke – Grünbergallee – Schönefeld (bei Berlin) – Waßmannsdorf – Flughafen BER \|\| 20 min |                 |
|       | Spandau – Stresow – Pichelsberg – Olympiastadion – Heerstraße – Messe Süd – Westkreuz – Charlottenburg – Savignyplatz – Zoologischer Garten – Tiergarten – Bellevue – Hauptbahnhof – Friedrichstraße – Hackescher Markt – Alexanderplatz – Jannowitzbrücke – Ostbahnhof – Warschauer Straße – Treptower Park – Plänterwald – Baumschulenweg – Schöneweide – Johannisthal – Adlershof – Altglienicke – Grünbergallee – Schönefeld (bei Berlin) – Waßmannsdorf – Flughafen BER \|\| 20 min |                 |